# Циклоидальная кривая
Циклоидальная кривая — плоская кривая, рисуемая точкой, находящейся на радиальной прямой окружности, катящейся по какой-либо кривой. Название происходит от греческого κυκλοειδής — «круглый».
Обычно выделяют три типа циклоидальных кривых:
- трохоида (частный случай — циклоида) — окружность катится по прямой;
- эпитрохоида (эпициклоида) — окружность катится по внешней стороне другой окружности;
- гипотрохоида (гипоциклоида) — по внутренней стороне.

Некоторые типы имеют в свою очередь отдельно известные частные случаи, которые могут быть получены не из кинематических соображений.

## Изображения

Циклоида
Трохоида
Нефроида — пример эпициклоиды
Эпитрохоида
Гипотрохоида
Ещё одна гипотрохоида
Дельтоида — пример гипоциклоиды